# M3 (Armenië)
De M3 (Armeens: Մ3) is een hoofdweg in Armenië. De weg voert van Iğdır bij de Turkse grens naar Bolnisi bij de Georgische grens. In de weg ligt de langste tunnel van Armenië, de Stepanavantunnel. Door deze tunnel is het mogelijk om naar de andere kant van de bergen te komen, ook wanneer de Poesjkinpas in de winter is afgesloten. 